# General (USA)

Gradbeteckning för general i Amerikanska armen, Amerikanska flygvapnet, och Amerikanska marinkåren, även kallad "fyrstjärning" general

General är en gradbeteckning i det amerikanska försvaret, som används inom vapengrenarna armén, flygvapnet och marinkåren. Den är placerad mellan generallöjtnant och General of the Army.
I amerikansk lagstiftning är det föreskrivet att det maximalt får finnas sju stycken fyrstjärniga generaler i armén, nio fyrstjärniga generaler i flygvapnet och fyra stycken fyrstjärniga generaler i marinkåren, samtidigt.